# Богдано-Надеждівська сільська рада
| Богдано-Надеждівська сільська рада — колишній орган місцевого самоврядування у П'ятихатському районі Дніпропетровської області з адміністративним центром у с. Богдано-Надеждівка. Сільській раді були підпорядковані населені пункти: - с. Богдано-Надеждівка - с. Калинівка - с. Культура - с-ще Мирне - с. Миролюбівка - с. Полтаво-Боголюбівка |

## Склад ради
Рада складалася з 18 депутатів та голови.

## Керівний склад сільської ради
| ПІБ                            | Основні відомості                                            | Дата обрання | Дата звільнення |
| ------------------------------ | ------------------------------------------------------------ | ------------ | --------------- |
| Омельянченко Микола Андрійович | Сільський голова, 1949 року народження, освіта, безпартійний | 26.03.2006   | 31.10.2010      |
| Крючок Олена Олександрівна     | Сільський голова, 1984 року народження, освіта вища          | 31.10.2010   |                 |

Примітка: таблиця складена за даними джерела